# Đại Chùy
Huyệt Đại Chùy (大椎穴, quả chùy lớn) là huyệt thứ 14 của mạch Đốc.. Xác định vị trí huyệt Đại Chùy bằng cách ngồi hơi cúi đầu, quay cổ qua lại phải trái, u xương nào cao nhất động đậy nhiều dưới ngón tay là đốt cổ 7, huyệt này nằm ngay chỗ lõm phía dưới đốt sống cổ số 7 (đốt sống cổ to nhất mà chúng ta có thể quan sát thực bằng mắt, trông như quả chùy).

## Công dụng
Là huyệt quan trọng trong Đông Y, chữa các chứng cổ gáy đau cứng, cơ thể mệt mỏi, các chứng phong hàn. Nó giao nhau với kinh Đảm nên còn chữa các chứng đờm dãi nhiều, phế quản tiết ứ dịch. Tăng cường sức đề kháng, miễn dịch cho cơ thể.
Trong khí công, huyệt này là điểm mấu chốt mà nhiều vòng vận khí đi qua.